# Stemonyphantes sibiricus
Stemonyphantes sibiricus är en spindelart som först beskrevs av Grube 1861.  Stemonyphantes sibiricus ingår i släktet Stemonyphantes och familjen täckvävarspindlar. Inga underarter finns listade i Catalogue of Life.